# 일본의 관제
일본의 관제(日本の官制)에서는 일본 전근대, 특히 율령제 시기에 존속했던 통치기구에 대해 설명한다. 에도시대의 경우 에도_막부#조직도를 참고하라. 일본 근대의 관제는 근대 일본의 관제 문서를, 현대의 관제는 일본의 국가 기관 문서를 참조하면 된다.

## 율령제(다이호 율령) 이전
율령제 이전에는 체계적인 관제가 정비되어 있지 않았다.
야마토 왕권의 형성기에 〈카바네(姓, カバネ)〉라는 혈연집단과〈우지(氏, ウジ)〉라는 동족 집단이 나타나, 이러한 〈우지〉나 〈베(部, ベ)〉라고 불리는 집단이 부민제를 바탕으로 저마다의 세력이나 능력에 따라 왕권 하의 업무를 분담했다. 점차〈카바네〉나 〈우지〉, 〈부〉는 왕권에 따라 서열화되고 통제되어 씨성 제도, 인제(人制), 팔색성 등의 제도를 통해 사적인 집단에서 공적인 제도로 변화되었다.
한편, 황족(오오키미(大王, オオキミ)의 일족)은 자신들을 중심으로 하는 지배 체계를 강화하였고, 603년 쇼토쿠 태자가 제정한 관위십이계(冠位十二階)를 시작으로, 혈연이나 세력에 얽매이지 않는 인재 등용을 추진하기 위해 관위(官位, 冠位) 제도(관직과 위계에 관한 제도)를 도입하였다. 이 관위 제도는 관위십이계부터 율령에 따른 관위제까지 몇 번의 변천이 있었다.
씨성 제도와 관위제, 그리고 직무를 체계적으로 정비한 것이 율령제이다. 668년 최초로 〈영(令, りょう)〉이라고 하는 오미령(近江令)이 제정되었고, 689년 아스카키요미하라령(飛鳥浄御原令)에서 처음으로 체계화되었다고 여겨진다. 701년 설립한 타이호 율령은 이러한 제도들의 집대성이 되었다.

## 율령제(다이호 율령) 이후
- 율령제에 대한 상세한 내용은 일본의 율령제를,
- 관위제에 대한 상세한 내용은 관위를,
- 위계에 대한 상세한 내용은 위계를

참조하면 된다.
이하에서는 율령제에서의 관제, 특히 관직에 대해 설명한다.

### 중앙관제
중앙관제는 이관팔성(二官八省, にかんはっしょう)을 기본으로 하는 체제이다. 군주인 천황의 아래에 조정의 제사를 담당하는 신기관(神祇官)과 국정을 통괄하는 태정관(太政官)을 두었고, 태정관의 아래에 실질적인 행정을 분담하는 팔성을 두었다. 이관팔성 이외에도 행정조직을 감찰하는 탄정대(弾正台)와 궁중을 지키는 위부(衛府)가 천황의 직할로 있었다(합치면 이관팔성일대오위부(二官八省一台五衛府, にかんはっしょういちだいごえふ). 그리고 팔성의 아래에는 직(職, しき)・요(寮, りょう)・사(司, し)라고 불리는 실무기관이 설치되어 있었다. 훗날 이러한 조직 구조가 시대에 맞지 않게 되자, 영(令)에 규정이 없는 관직(영외관(令外官, りょうげのかん))을 마련하는 것으로 대처했다.
중국의 율령제가 황제에게 모든 권한을 집중시켜 3성(중서성(中書省)・문하성(門下省)・상서성(尚書省))이 이를 보좌하는 체제임에 반해, 일본의 율령제는 천황과 각 성(省)의 사이에서 천황의 대리 기능을 하는 귀족 합의체인 태정관을 둔 것이 특징이라 할 수 있다. 덧붙여, 〈관(官)〉은 관청 그 자체를 가리키며, 관청의 직원을 가리키는 현재의 용법과는 다르다.

#### 이관(二官)
- 신기관(神祇官) - 신기제사(神祇祭祀)를 담당한다.
- 태정관(太政官) - 국정 전반을 담당한다. 태정대신, 좌대신, 우대신과 대납언 등 합의체로 구성된 의정관 조직과, 그 아래의 소납언국, 좌우판관국으로 구성된다. 후에 내대신, 중납언, 참의가 놓였다.
  - 소납언국(少納言局) - 태정관의 사무ㆍ비서부. 소납언(少納言), 대외기(大外記), 소외기(少外記), 사생(史生), 사부(使部)로 구성되어있다.
  - 좌우변관국(左右弁官局) - 좌변관국과 우변관국, 의정관 조직의 지휘 하에 정무 집행을 담당한다. 대중소변(大中少弁) (변관(弁官)), 대소사(大少史)(사관(史官)), 사생(史生), 관장(官掌), 사부(使部)로 구성되었다.
  - 순찰사(巡察使)
  - 태정관주가(太政官厨家)

#### 팔성(八省)
- 중무성(中務省) - 천황을 시종하고, 조칙의 작성 및 선지, 전주 등 궁중 사무와 위기, 호적 등의 사무를 관장한다. 사등관 외에 시종(侍従), 내사인(内舎人), 내기(内記), 감물(監物), 주령(主鈴), 전약(典鑰) 등의 품관이 소속되어 있다.
  - 중궁직(中宮職) - 후궁에 관한 사무를 담당한다. 태황태후, 황태후, 황후가 있을 때에는 각각 태황태후궁직, 황태후궁직, 황후궁직을 둔다.
  - 좌우대사인료(左右大舎人寮) - 헤이제이 천황 때 좌우 통합.
  - 도서료(図書寮)
    - 지옥원(紙屋院)

  - 내장료(内蔵寮)
  - 봉전료(縫殿寮)
  - 사소(糸所)
  - 내장료(内匠寮, 영외) - 쇼무 천황때 설치
  - 음양료(陰陽寮)
  - 화공사(画工司) - 808년, 내장료(内匠寮)와 통합
  - 내약사(内薬司) - 896년, 궁내성의 전약료와 통합.
  - 내례사(内礼司) - 808년, 탄정대와 통합
- 식부성(式部省) - 문관의 인사나 조정의 의식, 학교 등을 관장한다. 758년부터 764년 사이에만 문부성으로 개명.
  - 대학료(大学寮)
    - 대학별조(大学別曹)

  - 산위료(散位寮) - 896년, 식부성 내에 통합.
- 치부성(治部省) - 여러 성씨의 족성과 장례, 불사, 아악, 외교 사무를 관장한다.
  - 아악료(雅楽寮)
  - 현번료(玄蕃寮)
  - 제릉사(諸陵司) - 729년, 제릉료로  승격
  - 상의사(喪儀司) - 808년, 병부성의 고취사(鼓吹司)와 통합
- 민부성(民部省) - 민정, 특히 조세와 재정을 관장한다. 호적 및 전답을 관장한다.
  - 늠원(廩院)
  - 주계료(主計寮)
  - 주세료(主税寮)
- 병부성(兵部省) - 무관의 인사나 군사 전반을 관장한다.
  - 준인사(隼人司) - 808년, 위문부(衛門府)에서 병부성으로 편입.
  - 병마사(兵馬司) - 좌우마료에 통합
  - 조병사(造兵司) - 우다 천황 때, 병고료(兵庫寮)에 통합
  - 고취사(鼓吹司) - 우다 천황 때, 병고료(兵庫寮)에 통합
  - 주선사(主船司) - 폐지
  - 주응사(主鷹司) - 폐지
- 형부성(刑部省) - 사법을 관장한다. 양천(良賤)의 송사 등을 관장한다.
  - 수옥사(囚獄司) - 검비위사의 대두로 유명무실화
  - 장속사(贓贖司) - 헤이제이 천황때, 형부성에 통합
- 대장성(大蔵省) - 재물, 보물, 출납, 물가, 도량형 등을 관장한다.
  - 율분당(率分堂)
  - 직부사(織部司)
  - 전주사(典鋳司) - 헤이제이 천황 때, 중무성의 내장료와 통합
  - 칠부사(漆部司) - 헤이제이 천황 때, 중무성의 내장료와 통합
  - 봉부사(縫部司) - 헤이제이 천황 때, 중무성의 봉전료와 통합
  - 소부사(掃部司) - 사가 천황 때, 궁내성의 내소부사와 통합하여 궁내성의 소부료를 설치
- 궁내성(宮内省) - 궁중의 의식주, 재물, 그 밖의 여러가지 일을 관장한다.
  - 대선직(大膳職)
  - 목공료(木工寮)
  - 대취료(大炊寮)
    - 공어원(供御院)

  - 주전료(主殿寮)
    - 부전(釜殿)

  - 전약료(典薬寮)
    - 유우원(乳牛院)

  - 소부료(掃部寮)
  - 정친사(正親司)
  - 내선사(内膳司)
    - 진물소(進物所)
    - 어주자소(御厨子所)
    - 지전(贄殿)

  - 조주사(造酒司)
    - 주전(酒殿)

  - 채녀사(采女司)
  - 주수사(主水司)
    - 빙실(氷室)

  - 거도사(筥陶司) - 대선직(大膳職)에 통합
  - 단야사(鍛冶司) - 목공료(木工寮)에 통합
  - 관노사(官奴司) - 주전료(主殿寮)에 통합
  - 주유사(主油司) - 주전료(主殿寮)에 통합
  - 내소부사(内掃部司) - 소부료(掃部寮)에 통합
  - 내염사(内染司) - 소부료(掃部寮)에 통합
  - 원지사(園池司) - 내선사(内膳司)에 통합
  - 토공사(土工司) - 목공료(木工寮)에 통합

탄정대(弾正台, だんじょうだい) - 화훈은 타다스노츠카사/타다스츠카사(ただすのつかさ/ただすつかさ). 행정감찰을 관장.
위부(衛府, えふ)
- 오위부(五衛府, ごえふ)
  - 좌・우병위부(左・右兵衛府, さ・うひょうえふ) - 화훈은 츠와모노노토네리노츠카사(つわもののとねりのつかさ).
  - 좌・우위사부(左・右衛士府, さ・うえじふ) - 후에 위문부(衛門府)를 병합하여 좌우위문부(左右衛門府)로 개칭.
  - 위문부(衛門府, えもんふ) - 화훈은 유게이노츠카사(ゆげいのつかさ). 위사부(衛士府)에 병합.
    - 하야토사(隼人司, はやとし) - 병부성(兵部省)에 이관.
- 좌・우근위부(左・右近衛府, さ・うこのえふ) - 화훈은 치카키마모리노츠카사(ちかきまもりのつかさ). 신설.
- 외위부(外衛府, がいえふ) - 나라시대(奈良時代)에 신설. 후에 폐지.
- 수도위(授刀衛, じゅとうえい) - 나라시대(奈良時代)에 신설. 근위부(近衛府)의 전신.
- 중위부(中衛府, ちゅうえふ) - 나라시대(奈良時代)에 신설. 근위부(近衛府)의 전신.

동궁(東宮, とうぐう)
- 동궁방(春宮坊, とうぐうぼう) - 화훈은 미코노미야노츠카사(みこのみやのつかさ).
  - 주선감(主膳監, しゅぜんかん) - 화훈은 미코노미야노카시와데노츠카사(みこのかしわでのつかさ).
  - 주장감(主蔵監, しゅぞうげん) - 화훈은 미코노미야노쿠라노츠카사(みこのみやのくらのつかさ). 폐지.
  - 토네리감(舎人監, とねりげん) - 화훈은 토네리노츠카사(とねりのつかさ). 폐지.
  - 주전서(主殿署, しゅでんしょ) - 화훈은 미코노미야노토노모노츠카사(みこのみやのとのものつかさ)
  - 주마서(主馬署, しゅめしょ) - 화훈은 미코노미야노우마노츠카사(みこのみやのうまのつかさ)
  - 주공서(主工署, しゅこうしょ) - 화훈은 미코노미야노타쿠미노츠카사(みこのみやのたくみのつかさ). 폐지.
  - 주서서(主書署, しゅしょしょ) - 화훈은 미야코노미야노후미노츠카사(みこのみやのふみのつかさ). 주장감(主蔵監)에 병합.
  - 주병서(主兵署, しゅへいしょ) - 화훈은 미야코노미야노츠와모노노츠카사(みこのみやのつわもののつかさ). 주장감(主蔵監)에 병합.
  - 주장서(主漿署, しゅしょうしょ) - 화훈은 미야코노미야노코미즈노츠카사(みこのみやのこみずのつかさ). 주선감(主膳監)에 병합.
- 동궁부(東宮傅, とうぐうふ)
- 동궁학사(東宮学士, とうぐうがくし)

마료(馬寮, めりょう)
- 좌・우마료(左・右馬寮, さ・うめりょう) - 화훈은 우마노츠카사(うまのつかさ). 칸무 천황(桓武天皇) 때 좌우마료(左右馬寮)가 주마료(主馬寮)에 통합되었다. 후에 다시 분리된다.
  - 미마키(御牧, みまき)
- 내구료(内厩寮, ないきゅうりょう) - 화훈은 우치노우마야노츠카사(うちのうまやのつかさ). 나라시대(奈良時代)에 신설. 좌우마료(左右馬寮)와 통합.
- 주마료(主馬寮, しゅめりょう) - 내구료 및 좌우마료와 통합. 헤이안시대(平安時代)에 폐지.

병고(兵庫, ひょうご)
- 좌・우병고(左・右兵庫, さ・うひょうご) - 화훈은 츠와모노노쿠라(つわもののくら). 요격(寮格). 내병고(内兵庫) 등과 통합하여 병고료(兵庫寮)로 재편.
- 내병고(内兵庫, ないひょうご) - 화훈은 우치노츠와모노노쿠라(うちのつわもののくら). 사격(司格). 좌우병고(左右兵庫)와 통합.
- 병고료(兵庫寮, ひょうごりょう) - 화훈은 츠와모노노쿠라노츠카사(つわもののくらのつかさ). 신설.

후궁(後宮)
- 후궁십이사(後宮十二司, こうきゅうじゅうにし) - 내시츠카사(内侍司, ないしのつかさ), 츠와모노노츠카사(兵司, つわもののつかさ), 쿠라노츠카사(蔵司, くらのつかさ), 후미노츠카사(書司, ふみのつかさ)、누이노츠카사(縫司, ぬいのつかさ), 카시와데노츠카사(膳司, かしわでのつかさ), 미키노츠카사(酒司, みきのつかさ), 미카도노츠카사(闈司, みかどのつかさ)、토노모리노츠카사(殿司, 主殿司, とのもりのつかさ), 카니모리노츠카사(掃司, かにもりのつかさ), 모이토리츠카사(水司, もいとりつかさ), 쿠스리노츠카사(薬司, くすりのつかさ)

가령(家令, かれい)
그 외 주요 영외관(令外官, りょうげのかん)
- 수리직(修理職, しゅりしき/すりしき) - 화훈은 오사메츠쿠루츠카사(をさめつくるつかさ). 쥰나 천황(淳和天皇) 때 한시적으로 궁내성(宮内省)의 목공료(木工寮)에 통합.
- 재원사(斎院司, さいいんし) - 화훈은 이츠키노미야노츠카사(いつきのみやのつかさ)
- 주전사(鋳銭司, ちゅうせんし, じゅせんし) - 화훈은 제니노츠카사(ぜにのつかさ)
- 재궁료(斎宮寮, さいぐうりょう) - 화훈은 이츠키노미야노츠카사(いつきのみやのつかさ). 재궁(斎宮)의 용무를 맡아 이세신궁(伊勢神宮), 이세의 신령(神領)에 관한 사무를 관장.
  - 재궁십이사(斎宮十二司, さいぐうじゅうにし) - 토네리노츠카사(舎人司), 쿠라베노츠카사(蔵部司), 카시와데베노츠카사(膳部司), 카시키베노츠카사(炊部司), 사카베노츠카사(酒部司), 모이토리베노츠카사(水部司), 토노모리베노츠카사(殿部司), 카니모리베노츠카사(掃部司), 우네베노츠카사(采部司), 쿠스리베노츠카사(薬部司), 카도베노츠카사(門部司), 우마베노츠카사(馬部司)
- 검비위사청(検非違使庁, けびいしちょう/けんびいしちょう)
- 감해유사청(勘解由使庁, かげゆしちょう) - 화훈은 토쿠루요시칸가후루노츠카사(とくるよしかんがふるのつかさ)
- 곡창원(穀倉院, こくそういん)
  - 쿠로우도도코로(蔵人所, くろうどどころ)
  - 어서도코로(御書所, ごしょどころ)
  - 일본어서도코로(一本御書所, いっぽんのごしょどころ/いっぽんごしょどころ)
  - 우치노고쇼도코로(内御書所, うちのごしょどころ)
  - 에도코로(画所, えどころ)
  - 츠쿠모도코로(作物所, つくもどころ)
  - 미쿠시게도노(御匣殿, みくしげどの)
  - 악소(楽所, がくしょ)
  - 내수도코로(内豎所, ないじゅどころ)
- 원청(院庁, いんのちょう)
- 여원청(女院庁, にょいんのちょう)
- 후원(後院, ごいん) - 쥰나인(淳和院) 등.
- 내교방(内教坊, ないきょうぼう)
- 시약원(施薬院, せやくいん)
  - 숭친원(崇親院, すうしんいん)
- 제사(諸使, しょし)
- 제사(諸司, しょし)
- 제소(諸所, しょしょ)
- 조사사(造寺司, ぞうじし)
- 조경사(造京司, ぞうきょうし)
- 조궁사(造宮司, ぞうぐうし)

|  |  |

### 지방 관제
전국은 수십 개의 영제국(令制国, りょうせいこく)으로 나뉘어 각 쿠니(国)는 중앙에서 파견된 국사(国司, こくし)가 다스렸다.
또한 이와는 별도로, 중요한 곳에는 대재부(大宰府, だざいふ), 좌우경직(左右京職, さうきょうしき), 셋츠직(摂津職, せっつしき) 등이 배치되었다.

### 사등관
관원은 일반적으로 직급이 넷으로 나뉘어 사등관(四等官, しとうかん)이라 불렀다. 카미(長官, かみ), 스케(次官, すけ), 죠(判官, じょう), 사칸(主典, さかん)이 그것이다. 그 외에 각종 품관과 사생(史生, ししよう), 토모베(伴部, ともべ), 사부(使部, しぶ), 관장(官掌, かじよう) 등의 하급직급이 있었다.

## 같이 보기
- 일본의 율령제
- 관인 / 관료
- 관직 / 위계 / 벼슬
- 외위 / 훈등 / 사등관
- 과거제
- 고대 일본의 지방 관제